# Массовое убийство в Редкино
Массовое убийство в Редкино — убийство 9 человек ночью с 3 на 4 июня 2017 года в садоводстве «50 лет Октября» в посёлке Редкино под Тверью. В результате бытового конфликта мужчина расстрелял из охотничьего ружья 9 человек — 4 женщин и 5 мужчин. Последнюю жертву он убил за то, что та отказалась копать себе могилу. В отличие от других, чьи тела находились в доме, её труп преступник спрятал в багажнике припаркованной машины. Он хотел сжечь дом и тела. Среди погибших — пожилая женщина 92 лет. Трое убитых местные жители, шестеро — из Зеленограда. Одна женщина спаслась, спрятавшись под одеялом, мужчина и женщина спрятались в доме соседнего участка. Подозреваемый, Сергей Егоров, житель Москвы 1972 года рождения, уроженец Ярославля, при задержании был пьян и сопротивления не оказал. Эхо Москвы сообщало, что он электрик по профессии.

## Ход событий
В ночь с 3 на 4 июня 2017 года, около 00:00, Сергей Егоров явился  в дом семьи Савельевых к застолью, на котором присутствовало 10 человек. К этому времени Егоров был уже пьян. В ходе празднования, примерно через 25—30 минут, у присутствующих завязался разговор о службе в армии, тогда Егоров начал рассказывать о том, как он служил в ВДВ. На вопрос, в какой дивизии он служил, подсудимый так и не смог ответить, после чего в его адрес посыпались насмешки. Оскорблённый Егоров сел в свой красный джип и уехал к себе на дачу, находящуюся в том же посёлке.
4 июня в 2:37 раздались первые выстрелы во дворе, где сидели пять человек: Вячеслав Савельев, Олег Демченко (успел добежать до соседнего участка и предупредить о вооружённом мужчине находившихся там лиц), Александр Редин, Вера и Павел Смирновы. Их Егоров убил из карабина «Сайга», добивая ударами приклада по голове. Войдя в дом, Егоров убил семейную пару: Ивана Загорняна и Людмилу Высоцкую — а также 92-летнего ветерана войны Галину Савельеву. В 2:41 поступил звонок в полицию от 21-летней Марины Коныгиной. Девушка сообщила, что вооружённый человек с карабином убил несколько человек. После этого Егоров добежал до соседнего участка и убил Светлану Сорокину, а также Олега Демченко, который также успел позвонить в полицию в 2:40. Выжившей Коныгиной удалось вовремя спрятаться под одеялом. Убийца несколько раз заходил в комнату в поисках жертвы, но так и не заметил девушку. Позже, на глазах у Коныгиной Егоров стал затаскивать трупы в дом и мыть руки. В доме соседнего участка сумели спрятаться и выжить Алексей Весков и Наталья Чистякова. В тот момент, когда Егоров затаскивал трупы, приехал наряд полиции и убийца был задержан.

## Суд и приговор
12 сентября 2017 года 45-летний Сергей Егоров был приговорён к пожизненному лишению свободы. Егоров этот приговор обжаловал, однако Верховный суд РФ 2 ноября 2017 года оставил приговор без изменений. Сергей Егоров был этапирован в город Соль-Илецк Оренбургской области в ИК-6, в просторечии называемой «Чёрный дельфин».

## Последствия
После убийства сенатор Франц Клинцевич предложил ужесточить правила выдачи охотничьего оружия.